# Taxillus incanus
Taxillus incanus är en tvåhjärtbladig växtart som först beskrevs av Henry Trimen, och fick sitt nu gällande namn av D. Wiens. Taxillus incanus ingår i släktet Taxillus och familjen Loranthaceae. Inga underarter finns listade i Catalogue of Life.